# Otxarkoaga
Otxarkoaga è una stazione della linea 3 della metropolitana di Bilbao.
Si trova lungo Calle Lozoño, nel comune di Bilbao.

## Storia
La stazione è stata inaugurata l'8 aprile 2017 insieme alle altre stazioni della linea.